# Hendrik IV van Engeland
Hendrik IV (Bolingbroke Castle, 15 april 1367 - Westminster, 20 maart 1413) was koning van Engeland van 1399 tot aan zijn dood. Hij was ook heer van Ierland van 1399 tot 1413 en hernam de aanspraken van zijn grootvader Eduard III op de troon van Frankrijk, ten tijde van de Honderdjarige Oorlog. Hij werd geboren in Bolingbroke Castle en stond - voordat hij in 1399 koning werd - bijgevolg bekend als Hendrik (van) Bolingbroke.
Zijn vader, Jan van Gent, vierde zoon van Eduard III, speelde een invloedrijke rol tijdens de regering van zijn neef Richard II, wiens plaats Hendrik uiteindelijk zelf zou innemen. Hendriks troonsbestijging in 1399 luidde het begin van de heerschappij van het Huis Lancaster in, een jongere tak van het Huis Plantagenet, die tot in 1461 de koningen van Engeland zou blijven leveren. Hij was de eerste koning van Engeland die het Engels als moedertaal had sinds de invasie van Willem de Veroveraar.

## Familie en jeugd

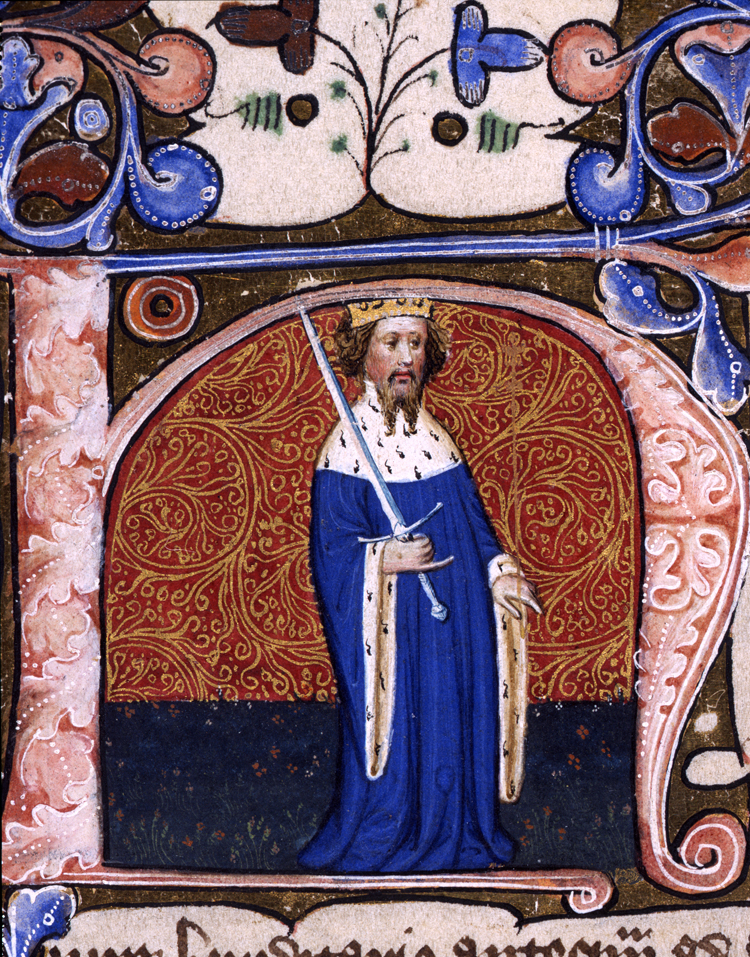
Verluchting met een portret van Bolingbroke als hertog van Lancaster, rond 1402.

Hendrik, geboren op 15 april 1367, was de zoon van Jan van Gent en Blanche van Lancaster. Door zijn vader was hij een kleinzoon van koning Eduard III van Engeland. Hendrik werd in 1367 geboren in Bolingbroke Castle in het graafschap Lincolnshire en stond - voordat hij in 1399 koning werd - bijgevolg bekend als "Hendrik (van) Bolingbroke". Zijn moeder stierf rond 1368. Zijn vader hertrouwde met Constance van Castilië in 1371 en vervolgens met zijn maîtresse Katherine Swynford in 1396. Richard II echtte in 1397 de kinderen van Jan van Gent en Katherine onder de naam Beaufort.
Hendrik had goede betrekkingen met zijn stiefmoeder Katherine maar zijn relaties met zijn halfbroers varieerden door de tijd heen. In zijn jeugd leek hij heel close met hen te zijn, maar hij geraakte vanaf 1407 - het jaar waarin hij hen als niet in aanmerking komend voor de troon verklaarde - in conflict met zijn halfbroers, kardinaal Beaufort en Thomas Beaufort.
Zijn zwager, Ralph Neville, bleef een van zijn trouwste compagnons, net als zijn halfbroer Jan van Beaufort of Thomas Swynford, een zoon van Katherine uit een eerste huwelijk. Thomas was opperbevelhebber op het Pontefract Castle, waar de afgezette koning Richard in februari 1400 onder mysterieuze omstandigheden zou sterven.
Hendrik was als kind een speelkameraadje van zijn neef Richard van Bordeaux en zou zelfs samen met deze op 23 april 1377 in de Orde van de Kousenband worden opgenomen. Richard besteeg op 16 juli 1377 de troon, na de dood van Eduard III, en Hendrik werd aangesteld als graaf van Derby. Hij werd graaf van Northampton in 1384 en vervolgens hertog van Hereford in 1397 door een ordonnantie van Richard II. Hij werd in 1385 lid van het House of Lords.

## Onder Richard II

### Lid van de Lords Appellant en eerste stappen in de politiek
Aanvankelijk trouw aan Richard bij het begin van diens regering, zou Hendrik zich in 1387 aansluiten bij een groep van hoge edelen die zich verzetten tegen de koninklijke excessen: de Lords Appellant. Op 19 december 1387 versloeg hij de koninklijke troepen onder leiding van Robert de Vere in de slag bij Radcot Bridge. Deze overwinning zorgde ervoor dat de Lord Appelants in 1388 de kring van favorieten van de koning konden elimineren tijdens het zogenaamde Merciless Parliament. Richard wist in mei 1389 echter de controle over de macht terug over te nemen.
Hendrik verliet Engeland van 1389 tot 1393. In 1390 vocht hij samen met 300 ridders van de Duitse Orde bij het beleg van Vilnius. Tijdens deze campagne kocht hij gevangengenomen Litouwse vrouwen en kinderen vrij en nam hen mee naar Königsberg om hen te bekeren. Hij maakte vervolgens een pelgrimage naar Jeruzalem. Hij zwoer toentertijd een eed dat hij deze stad zou ontdoen van "ongelovigen", hetgeen hij desalniettemin nooit heeft weten te realiseren. Hij bracht een bezoek aan de koning van Bohemen, Wenceslaus, en die van Hongarije, Sigismund, in 1391. In 1392 verbleef hij enige tijd aan het hof van de hertog van Oostenrijk, Albert III, trok vervolgens naar Venetië en Rodos alvorens in 1393 als held terug te keren naar Engeland. Hij verwierf zich nu door zijn getoonde moed en vroomheid een grote populariteit bij het volk, de clerus en de adel.
In 1395 maakte hij deel uit van de regentschapsraad die werd voorgezeten door zijn oom Edmund van Langley, hertog van York, tijdens de afwezigheid van de koning, die op veldtocht was in Ierland.

### Ballingschap
In 1397 werden de drie voornaamste Lords Appellant - Thomas van Woodstock, 1e hertog van Gloucester en oom van Richard II, Richard FitzAlan, 4e graaf van Arundel en Thomas Beauchamp, 12e graaf van Warwick - gearresteerd en ter dood of tot de gevangenis veroordeeld, terwijl Bolingbroke door zijn neef Richard werd gespaard.
In september 1398 geraakte Hendrik in conflict met Thomas de Mowbray, waarbij beiden elkaar beschuldigden van verraad. Het geschil zou door een duel worden uitgevochten, maar op het laatste moment kwam Richard tussenbeide en sprak verbanning uit voor beide heren: tien jaar voor Bolingbroke, levenslang voor Norfolk (Thomas de Mowbray). Hendrik nam in oktober 1398 de wijk naar Parijs en vervolgens naar Bretagne. Toen zijn vader, Jan van Gent, op 3 februari 1399 overleed, werd Hendrik van zijn goederen verbeurd verklaard, maar volgde hij desondanks toch zijn vader op met de titels van graaf van Derby, Leicester en hertog van Lancaster.

### Ontscheping en abdicatie van Richard II

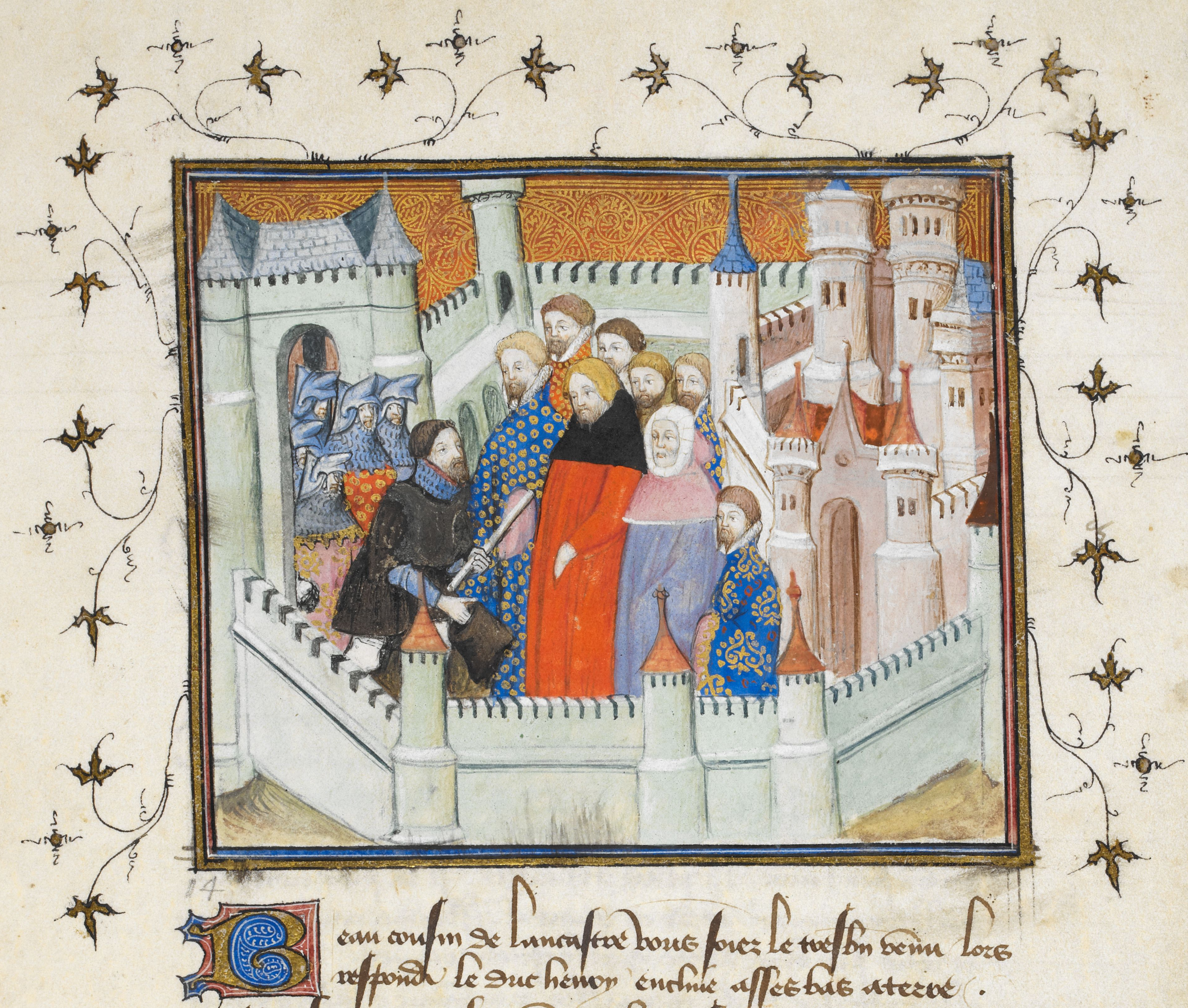
Bolingbroke ontmoet Richard in Flint Castle, Harleycollectie.

Na enige tijd te hebben geaarzeld, had Hendrik een ontmoeting met de eveneens verbannen Thomas Arundel, de voormalige aartsbisschop van Canterbury, die zijn positie had kwijtgespeeld omwille van zijn banden met de Lords Appellant. Tussen 4 en 22 juli 1399 ontscheepte hij - terwijl Richard op veldtocht was in Ierland - samen met Arundel met drie kleine schepen in het geheim vanuit Bretagne en landde te Ravenspurn in Yorkshire. Met Thomas Arundel als zijn adviseur, begon Hendrik aan een militaire campagne, waarbij hij het land confisqueerde van hen die hem weerstand boden en zijn soldaten het merendeel van Cheshire verwoestten (ondanks zijn eerdere belofte dit niet te zullen doen). Al snel sloten mannen van alle vier uithoeken van het land zich bij hem aan. Het merendeel van de ridders en vertrouwensmannen van de koning waren hem gevolgd naar Ierland en Hendrik ontmoette geen werkelijke weerstand tijdens campagne richting het zuiden. Edmund van Langley, belast met het beschermen van het koninkrijk in afwezigheid van de koning, had geen andere keus dan de kant van Hendrik te kiezen.
Gedurende deze periode werd de Richards terugkeer uit Ierland vertraagd en hij landde pas in 24 juli in Wales. Hij trok vervolgens richting Conwy, waar hij op 12 augustus de graaf van Northumberland ontmoette om te onderhandelen. Een week later gaf Richard II zich op het Flint Castle over aan Hendrik in ruil voor de belofte dat zijn leven zou worden gespaard. De twee mannen keerden daarop terug naar Londen, waarbij de gevangen koning heel de weg lang achter Hendrik aanreed. Hij werd bij hun aankomst op 1 september direct opgesloten in de Tower of London.

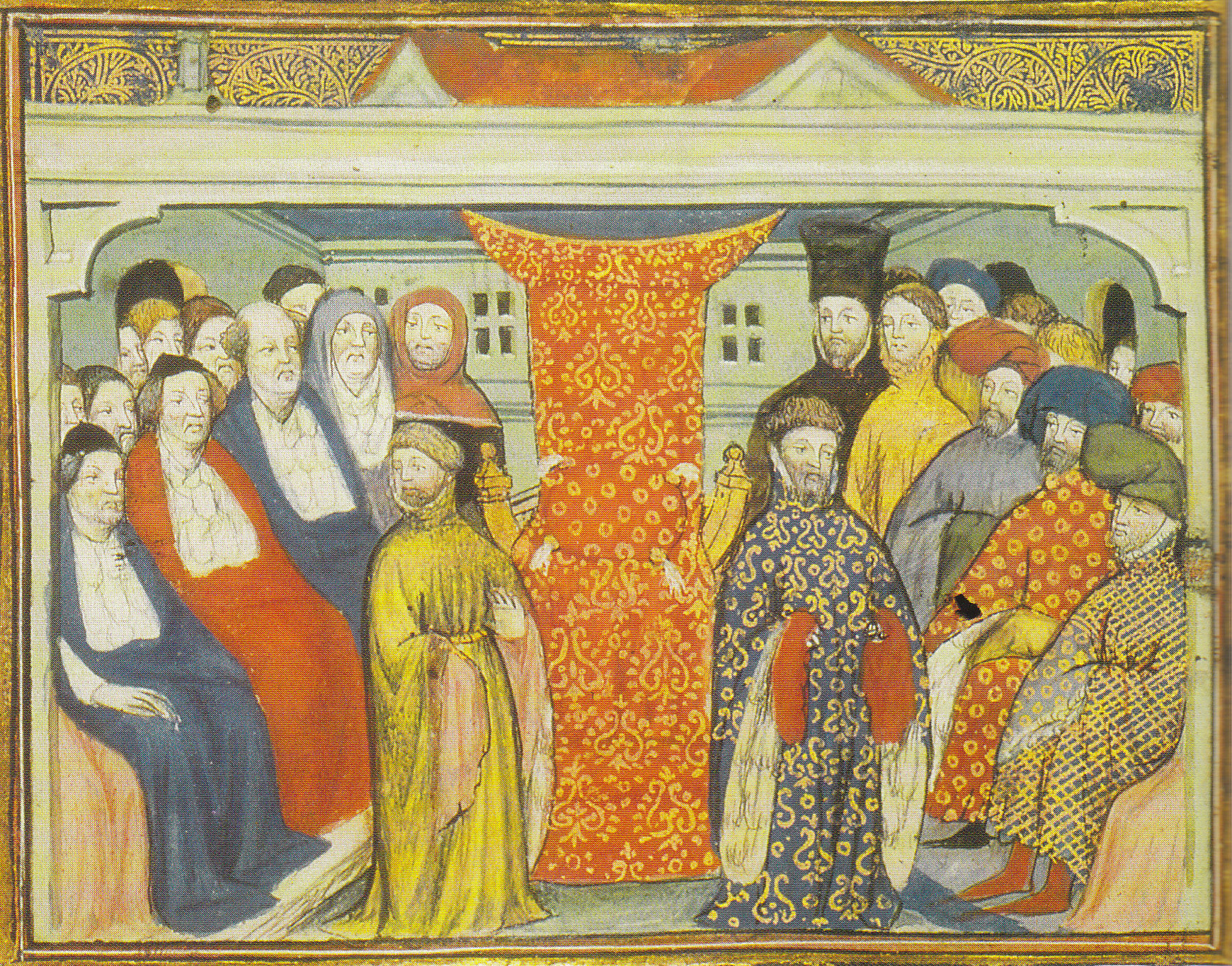
Bolingbroke eist in september 1399 de troon op. Naar een eigentijds handschrift, British Library, Harleycollectie.

Hendrik was nu vastbesloten de troon te bestijgen, maar moest eerst deze actie zien te rechtvaardigen. Er werd vaak gezegd dat Richard, omwille van zijn tiranniek en slecht bestuur, zichzelf onwaardig had getoond koning te zijn. Hendrik was niet de enige kandidaat voor de troon, want de zevenjarige Edmund Mortimer kon zijn afkomst terugvoeren op de derde zoon van Eduard III, Lionel van Antwerpen. Hendriks vader, Jan van Gent, was daarentegen slechts de vierde zoon van Eduard III. Hij loste dit probleem op door het feit te benadrukken dat hij van een directe "mannelijke" lijn afstamde, terwijl Edmund Mortimer zijn afstamming terugvoerde op zijn grootmoeder, dochter van Lionel. Richard accepteerde op 29 september officieel zijn kroon aan Hendrik over te laten. Het bijeengeroepen Parlement aanvaardde op 30 september de troonsafstand van Richard.

## Koning van Engeland

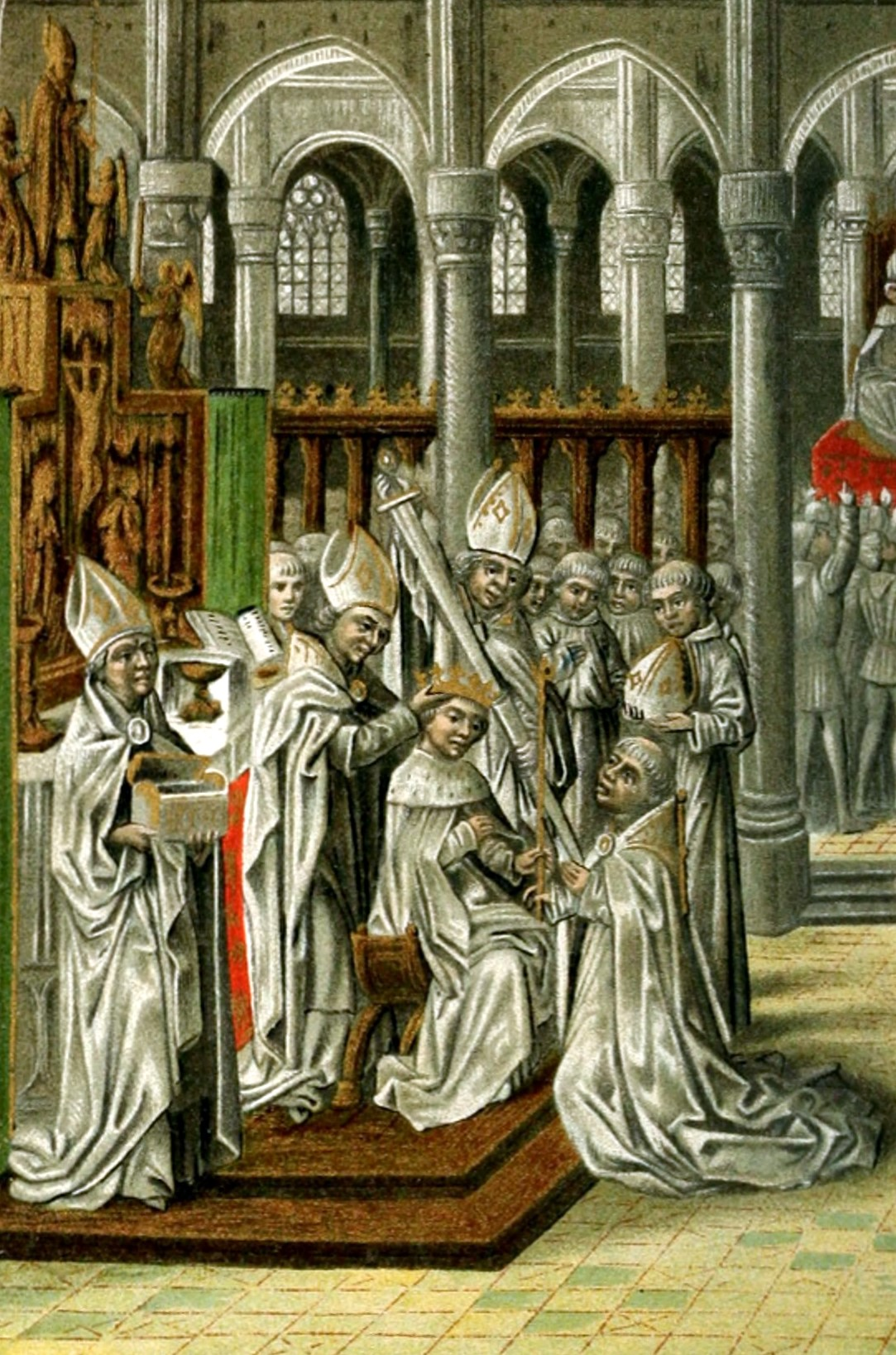
De kroning van Hendrik IV. Miniatuur uit een manuscript van de Chroniques van Jean Froissart.

Hendrik werd op 13 oktober 1399 in Westminster Abbey te Londen door Thomas Arundel, aartsbisschop van Canterbury, met de kroon van Sint-Eduard - die hij bij diens abdicatie uit de handen van Richard II zou hebben ontvangen - tot koning gekroond. Tijdens zijn troonsbestijging richtte hij zich als eerste Engelse koning sinds 1066 in het Engels tot de edelen.

### Opstanden en rebellies
Hendrik IV bracht het merendeel van zijn regering door met het onderdrukken van rebellies van edelen of complotten. Hij slaagde er evenwel in om tegen 1401 ervoor te zorgen dat meer dan 60% procent van de vrederechters in Engeland aanhangers van hem waren.

#### De Epifanie-opstand en de dood van Richard II
Het exacte lot van Richard II na zijn afzetting is niet erg duidelijk. Hij verbleef in de Tower of London alvorens hij in oktober 1399 naar het Pontefract Castle werd overgebracht. Hoewel Hendrik aan Richard aanvankelijk had beloofd hem in leven te laten, veranderde hij al snel van mening toen hij in december 1399 een complot ontdekte dat was georganiseerd door de oude favorieten van Richard, die woest waren over het ontnemen van hun titels,om hem te vermoorden en Richard terug aan de macht te brengen. De samenzweerders vluchtten naar de Welsh Marches, maar werden opgepakt door de lokale autoriteiten. Ze werden allemaal geëxecuteerd in januari 1400.
Hoewel hij het had verwacht, maakte dit plot het maar al te duidelijk welk risico Hendrik liep zolang Richard in leven was. Richard zou rond 14 februari 1400 in gevangenschap overlijden, hoewel er ernstige twijfel bleef bestaan over de exacte datum en de werkelijke doodsoorzaak. Het lichaam werd op 17 februari weggevoerd naar St Paul's Cathedral, voordat hij op 6 maart werd begraven in de kerk van Kings Langley, waar het zou blijven rusten totdat koning Hendrik V (de zoon van Hendrik IV) het stoffelijk overschot terugbracht naar Londen en liet begraven in de graftombe die Richard voor hemzelf had laten maken in Westminster Abbey.

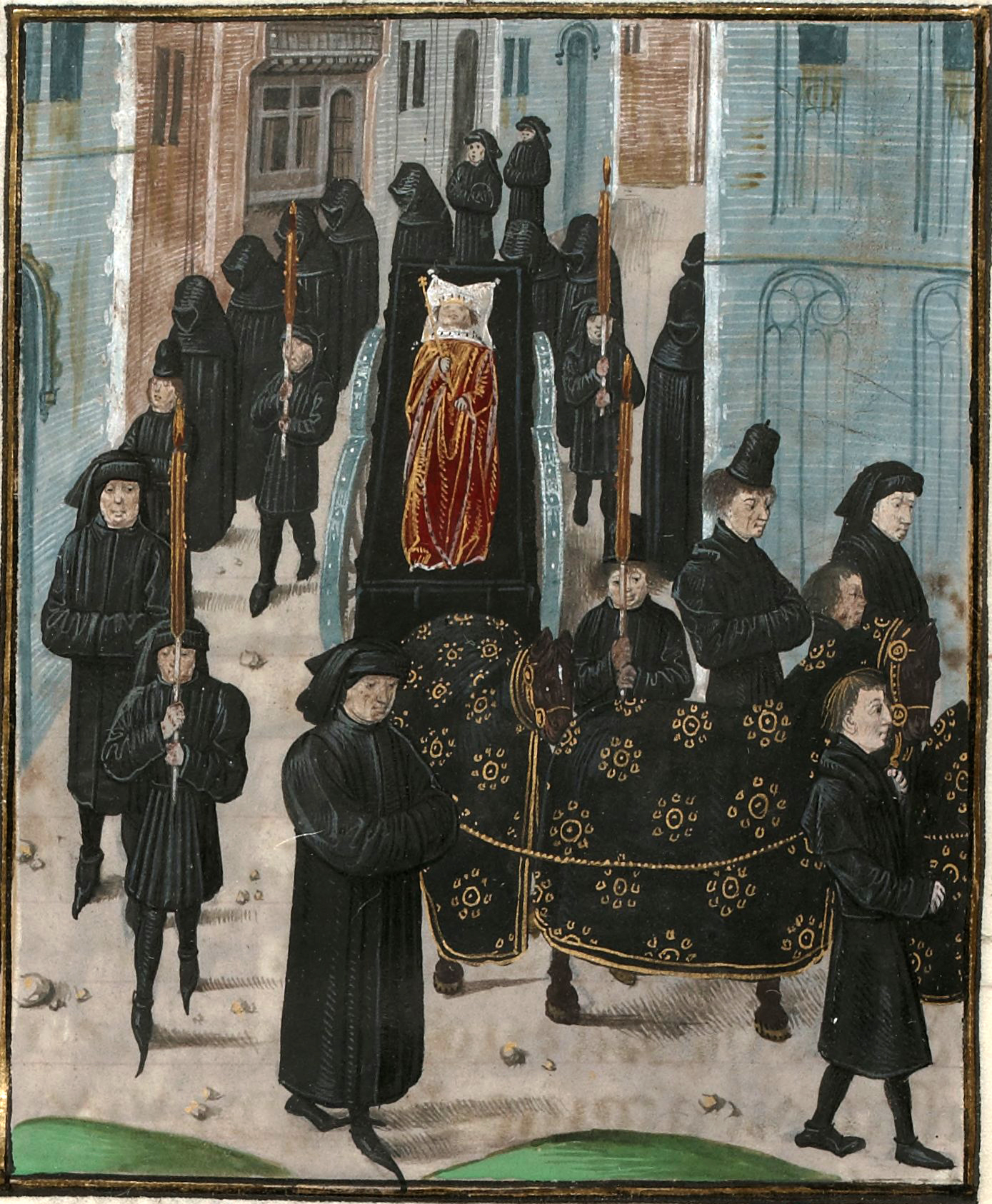
Begrafenis van Richard II.

Geruchten dat Richard nog in leven zou zijn, bleven een tijdlang de ronde doen, maar zouden nooit echt serieus worden genomen in Engeland. In Schotland zou een man genaamd Richard in Stirling Castle zijn onderbracht door de hertog van Albany, Robert Stuart. Er werd gezegd dat hij een belangrijk personage was, die verantwoordelijk was voor verschillende intriges van de Lollards en tegen de dynastie van Lancaster in Engeland. Hij werd, toen hij in 1419 overleed, omschreven als een bedelaar, maar werd wel als een koning begraven in het klooster van de Dominicanen van Stirling.

#### De opstand van Glyndŵr in Wales
Begin 1400 werd in Wales aan verschillende personen als Owain Glyndŵr voor de eerste keer gevraagd naar wie hun loyaliteit uitging. De Welshmen werden traditioneel gezien als aanhangers van Richard, die zijn vader, de Zwarte Prins, in 1376 was opgevolgd als prins van Galles. Met de afzetting van Richard zagen ze de mogelijkheden tot promotie die hen waren aangeboden plots enorm afnemen, hetgeen er talrijke Welshmen toe bracht over hun toekomst na te denken. De onrust barstte in januari 1400 los langs de grens tussen Wales en Engeland.
De opstand begon met een simpel geschil tussen Owain Glyndŵr en zijn Engelse buurman. Owain Glyndŵr kwam in conflict met Reginald Grey, 3e baron Grey de Ruthyn. Deze laatste maakte van zijn invloed en vriendschap met de koning gebruik om het pleit te winnen. Grey slaagde er ook in een koninklijk oproep te veinzen die Glyndŵr gelastte deel te nemen aan de campagne van de koning tegen Schotland in augustus 1400. Door niet op de koninklijke oproep in te gaan, maakte hij zich dus schuldig aan verraad. Hieruit volgde dat Hendrik IV Glyndŵr tot verrader verklaarde en de confiscatie van zijn landen beval. Dit liet Glyndŵr geen andere keuze dan te ontsnappen en tot een openlijke opstand over te gaan.
Owain Glyndŵr, de zelf-uitgeroepen prins van Wales, nam in september 1400 de leiding over een opstand tegen Hendrik IV in Wales en de Welsh Marches. Glyndŵr voerde een doeltreffende guerrillaoorlog tegen de troepen van Hendrik. Hij boekte in juni 1401 zijn eerste grote overwinning in de slag bij Mynydd Hyddgen. Hoewel de koning aan de meerderheid van de rebellen vergiffenis wenste te schenken, namen de Welshmen Conwy Castle in. Edmund Mortimer, een nauwe verwant van Richard II (zijn neef Edmund was in 1399 de erfgenaam van Richard II), werd in 1402 door Glyndŵr gevangen genomen in de slag bij Bryn Glas. Hendrik weigerde zijn losgeld te betalen, waarop Mortimer zich bij Glyndŵr aansloot.
Vanaf 1403 werd de revolte echt een nationale opstand en stak heel Wales aan. Glyndŵr ging in het westen en het zuiden over tot het offensief. Hij werd in 1404, toen hij te Harlech werd gekroond, werkelijk soeverein van Wales. Hij ontving de steun van de Fransen en Bretoenen alsook van Engelse edelen in opstand tegen Hendrik IV. Het Engelse verzet beperkte zich inmiddels tot enkele kastelen, versterkte steden en geïsoleerde landgoeden.
Desalniettemin zou de revolte vanaf 1405 ineenstorten na de Engelse overwinningen bij Grosmont en Pwll Melyn. De Fransen trokken in 1406 het grootste deel van hun troepen terug. Aberystwyth en Harlech werden in 1408 en 1409 heroverd. De familie van Glyndŵr werd gevangen genomen bij Harlech en in de Tower of London opgesloten. Glyndŵr werd uit zijn versterkte plaatsten verjaagd en verloor zijn meest briljante tactici tijdens een zelfmoordmissie in 1410. Glyndŵr werd in 1412 voor het laatste vermeld in de regio Snowdonia. Toen hij omstreeks 1416 stierf, was het gezag van de Engelse koning over Wales stevig gevestigd.

#### De opstanden van de familie Percy

##### Deslag bij Shrewsbury
Aanvankelijk aanhangers van Hendrik toen hij in 1399 de troon usurpeerde, zouden Northumberland en zijn zoon Hotspur geleidelijk aan steeds meer teleurgesteld zijn in de nieuwe koning. Hotspur beschuldigde de koning van verschillende zaken, waaronder zijn slechte financiële erkentelijkheid tegenover hem voor het verdedigen van de grens met Schotland, zijn weigering om hem losgeld te laten vragen voor de Schotten die waren gevangen genomen bij Humbleton Hill, zijn falen om door onderhandelingen een einde te maken aan de opstand van Glyndŵr, de toenemende invloed van de prins van Wales, Hendrik van Monmouth, die hem aan belang deed inboeten en de weigering van de koning om het losgeld te betalen voor de schoonbroer van Hotspur, Edmund Mortimer, die in juni 1402 door Glyndŵr was gevangen genomen.

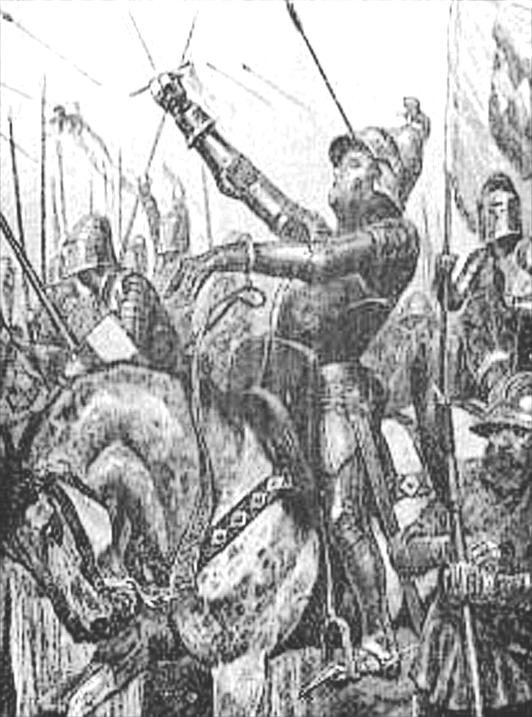
Dood van Hotspur tijdens de slag bij Shrewsbury door Richard Caton Woodville, 1910.

Hotspur en zijn oom, Thomas Percy, 1e graaf van Worcester, traden in juli 1403 toe tot de rebellie en richtten zich met hun legers richting het zuiden. Toch nam Northumberland zijn tijd om zijn troepen te mobiliseren zodat ze zich konden aansluiten bij die van zijn zoon. Hendrik IV en zijn zoon, Hendrik van Monmouth trokken richting het noorden Hotspur tegemoet. Op 21 juli kwamen de koning en zijn zoon bij Shrewsbury juist voor Hotspur aan, hetgeen het rebellenleger ertoe verplichtte buiten de stad hun kamp op te slaan. De koning dwong zijn tegenstander tot een veldslag alvorens Northumberland de tijd zou hebben gehad om Shrewsbury in te nemen en dat alle opstandige strijdkrachten zich zouden hebben verenigd. De slag duurde een volledige dag. Monmouth was ernstig gewond door een (langsvliegende) pijl maar bleef desalniettemin verder vechten aan de kant van zijn mannen. Toen ze de dood van Hotspur vernamen, nam de moed van de rebellen af en hun leger werd overwonnen. Meer dan 20 000 mannen waren gedood of gewond in de loop van de strijd. Worcester werd gevangen genomen en kort daarop geëxecuteerd.

##### De Tripartite Indenture en de opstand van de aartsbisschop van York

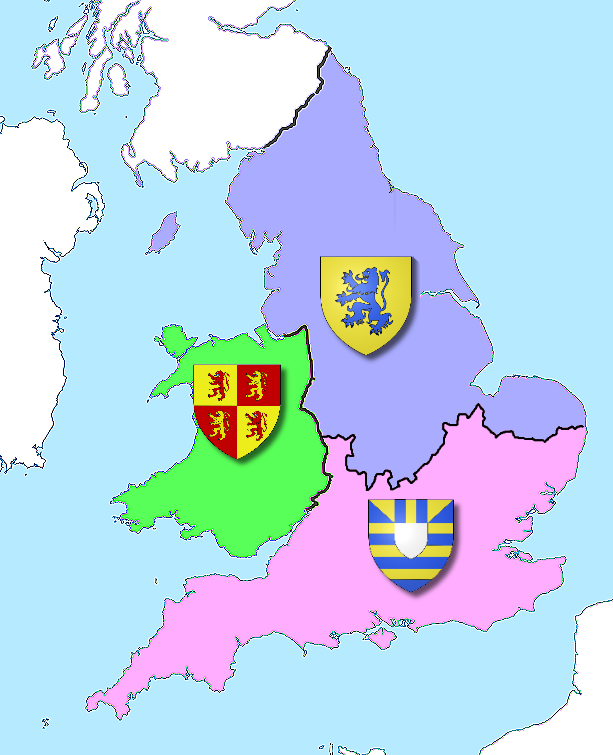
In roze aan Mortimer toegekend gebied, in groen het aan Glyndŵr toegekende gebied en in blauw het aan Northumberland toegekende gebied.

In februari 1405 sloten Northumberland, Mortimer en Glyndŵr een alliantie: de Tripartite Indenture, waarbij ze een opdeling van het land voorzagen ten nadele van Hendrik IV. Aan Glyndŵr zou Wales alsook de Welsh Marches toevallen; Northumberland ontving Northamptonshire, Norfolk, Warwickshire en Leicestershire, terwijl de familie Mortimer de rest van Engeland behield.
Op 27 mei 1405 leidde de aartsbisschop van York, Richard le Scrope, een opstand tegen koning Hendrik IV aan de kant van de graaf van Norfolk, de graaf van Northumberland en de Lord Bardolf. De opstand was van in het begin gedoemd te mislukken want Northumberland slaagde er niet in Ralph Neville, een trouwe partizaan van de koning, gevangen te nemen. Northumberland en Bardolf vluchtten daarop overhaast naar Schotland. Scrope en Norfolk werden op 29 mei door Neville aangespoord de wapens neer te leggen, die hen verkondigde dat hun eisen zouden worden ingewilligd. Toen hun leger was ontbonden, werden beiden gevangen genomen. Norfolk en Scrope werden in afwachting van de komst van de koning, die op 3 juni aankwam, weggevoerd naar Pontefract Castle.
De Lord Chief Justice William Gascoigne weigerde hen ter dood te veroordelen omdat hij meende dat de door Hendrik aangestelde commissie geen oordeel mocht vellen over een aartsbisschop. De overgebleven edelen, waaronder Thomas Beaufort, werden daarop door de koning opgedragen hen ter dood te veroordelen en zij werden op 8 juni wegens verraad geëxecuteerd. Paus Innocentius VII excommuniceerde daarop allen die waren geïmpliceerd bij de executie van Scrope. Hendrik IV werd in 1407 echter door paus Gregorius XII gratie verleend.

##### Het einde van de hegemonie van de familie Percy
In februari 1408 vielen Northumberland en Bardolf vanuit Schotland Engeland binnen. De eerste zou sneuvelen in de slag bij Bramham Moor, terwijl de tweede aan zijn in deze slag opgelopen verwondingen overleed. Enkele van hun soldaten slaagden erin om te ontsnappen en naar Schotland terug te keren.
De macht van Percy was enorm afgenomen en het noorden van Engeland werd nu het domein van hun politieke rivalen, de familie Neville, wiens familiehoofd Ralph Neville sinds 1397 graaf van Westmorland was. De Percy's hervonden hun glansrijk verleden na de dood van Hendrik IV in 1413, toen Henry Percy, de kleinzoon van de eerste graaf, van Hendrik V toestemming kreeg om naar Engeland terug te keren. Hij nam in 1416 opnieuw de titel van graaf van Northumberland aan.

### Buitenlandse politiek

#### Bezoek van de Byzantijnse keizer
Tijdens de winter van 1400 op 1401 kreeg Hendrik IV bezoek van de Byzantijnse keizer Manuel II Palaiologos: Hendrik gaf hem 3000 marken om zich te verdedigen tegen de aanvallen van het Ottomaanse Rijk, in het bijzonder tijdens het beleg van Constantinopel, dat uiteindelijk in 1402 werd opgeheven.

#### Botsende betrekkingen met Schotland
Hendrik leidde in juni 1400 een strafexpeditie in Schotland, nadat sinds abdicatie van Richard II het aantal raids langsheen de Engels-Schotse grens waren toegenomen. In juni 1402 werd de wapenstilstand van Leulinghem tussen de twee landen gebroken en viel op 14 september een leger onder leiding van Archibald Douglas Engeland binnen alvorens te worden verpletterd in slag bij Humbleton Hill.
Op 22 maart 1406 werd de erfprins van Schotland, Jacobus Stuart, die uit veiligheidsoverwegingen onderweg was naar Frankrijk om er zijn opvoeding te krijgen, door Engelse piraten gevangen genomen en uitgeleverd aan Hendrik. Hij bleef tot in 1424 een gevangen aan het hof van Windsor. Men zei dat Robert III van Schotland op 4 april bij het vernemen van dit nieuws van verdriet zou zijn gestorven. De oom van de jonge Jacobus, Robert Stuart, hertog van Albany, werd daarop regent van Schotland, maar haastte zich niet om het losgeld voor de jonge koning te betalen, waardoor hij zijn macht over het koninkrijk kon bewaren. Tijdens zijn gevangenschap ontving Jacobus een uitstekende opvoeding en maakte hij zich vertrouwd met de Engelse administratie en bestuur.

#### Meer en meer gespannen relaties metFrankrijk
Hendrik onderhield in het begin goede relaties met Frankrijk, dat hem had opgevangen en geholpen zijn victorieuze invasie in 1399 ten uitvoer te brengen. Desalniettemin verstoorde de leenhulde die de koning van Engeland aan de koning van Frankrijk, Karel VI, moest doen voor zijn gebieden in Aquitanië de betrekkingen tussen deze twee landen. Daarenboven steunden de Fransen vanaf 1404 de opstand van Owain Glyndŵr in Wales zowel militair als financieel. Aquitanië werd in 1406 zelfs door de Fransen bezet.
In Frankrijk was in 1407 echter een burgeroorlog tussen Armagnacs en Bourguignons uitgebroken over het regentschap van Frankrijk, daar Karel VI omwille van zijn toenemende vlagen van waanzin niet langer in staat was te regeren. Thomas van Clarence, Hendriks tweede zoon, wist op 18 mei 1412 met het verdrag van Bourges een alliantie te sluiten met de Armagnacs. Hij stemde ermee in 1000 wapenknechten en 3000 boogschutters te sturen om hen te helpen in hun strijd in ruil voor het herstel van het oude hertogdom Aquitanië in haar oude omvang. Enkele maanden later zou het verdrag echter nietig verklaard worden door het verdrag van Auxerre.
Toch ontscheepte Thomas van Lancaster in augustus 1412 te Saint-Vaast-la-Hougue en ontmoette Karel van Orléans te Blois teneinde het verdrag van Bourges te bekrachtigen. Hij liet Karel een hoge prijs betalen voor zijn aftocht naar Engeland: enkele honderdduizenden livres en de overhandiging als gijzelaar, ter garantie van de betaling, zijn broer Jan van Angoulême (de grootvader van de later koning Frans I). Dit belette evenwel niet dat Thomas zijn leger richting Bordeaux leidde en daarbij alles op zijn pad verwoestte.
Tot aan zijn dood zou Hendrik IV streven naar vrede met Frankrijk, hoewel zijn oudste zoon Hendrik wenste de Bourguignons te steunen. Hendrik IV was zich desalniettemin bewust dat oorlog met Frankrijk noodzakelijk was teneinde de vrede te herstellen in Engeland en een einde te maken aan de rebellies van de grote adellijke families. Na zijn troonsbestijging in 1413 eiste Hendrik V officieel de troon van Frankrijk voor zich op en in 1415 viel hij vervolgens Frankrijk binnen.

### Relaties met het Parlement en de Kerk
Hendrik consulteerde regelmatig het Parlement, maar lag soms in conflict met haar leden, in het bijzonder over religieuze vragen. Op advies van Arundel kreeg Hendrik er in 1401 in het Parlement de wet De haeretico comburendo door, die hem toestond ketters te verbanden: deze wet werd vooral aangenomen teneinde de strijd te kunnen aanbinden tegen de beweging van de Lollards. In 1410 suggereerde het Parlement om de gronden van de Kerk te confisqueren. Hendrik verzette zich echter tegen dit idee omdat de Kerk hem had gesteund sinds hij aan de macht was gekomen.

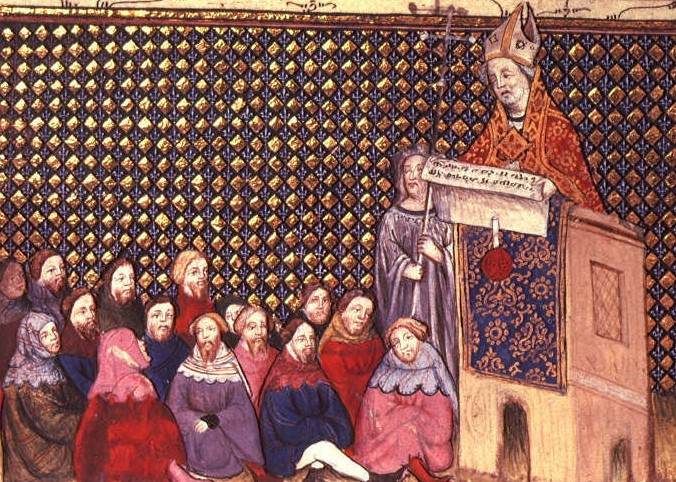
Thomas Arundel, aartsbisschop van Canterbury (hier bezig met zijn preek), was een van de meest fervente politieke raadsmannen van Hendrik in de loop van diens regering.

Van 1401 tot 1406 beschuldigde het Parlement de koning meermaals van fiscaal wanbeheer en verwierf belangrijke bevoegdheden met betrekking tot de koninklijke uitgaven en benoemingen.

### Einde van zijn regering

Hendrik, prins van Wales (rechtopstaand), breidde vanaf 1410 zijn gezag over de koninklijke raad uit. (miniatuur, omstreeks 1411, British Library, Londen, Arundel 38, f° 37).

De zieke koning, verloor beetje bij beetje zijn macht. Vanaf januari 1410 regeerde zijn oudste zoon Hendrik, prins van Wales, hierin bijgestaan door zijn ooms Henry en Thomas Beaufort — legitieme zonen van Jan van Gent — de facto over het land. Thomas Arundel werd al snel door de aanhangers van de prins van Wales uit de kroonraad verwijderd.
Zijn opvattingen over buitenlandse en lokale politiek verschilde van die van de koning, die in november 1411 echter terugkeerde in de kroonraad en deze van de prins ontbond. De prins was in feite een voorstander van een Engels-Bourgondische alliantie in het kader van de burgeroorlog tussen Armagnacs en Bourguignons in Frankrijk. De ruzie tussen de vader en de zoon was alleen van politieke aard, maar het was waarschijnlijk het feit dat de gebroeders Beaufort hadden gepleit voor een troonsafstand van Hendrik IV en dat hun tegenstanders zeker hadden geprobeerd om de prins bij de koning zwart te maken. Daarop werd prins Hendrik uit de koninklijke raad verwijderd en zijn plaats ingenomen door zijn jongere broer, Thomas van Clarence. Op 23 september 1412 verzoenden de koning en zijn oudste zoon zich met elkaar en prins Hendrik nam terug zijn plaats in de koninklijke raad in.

#### Ziekte en overlijden

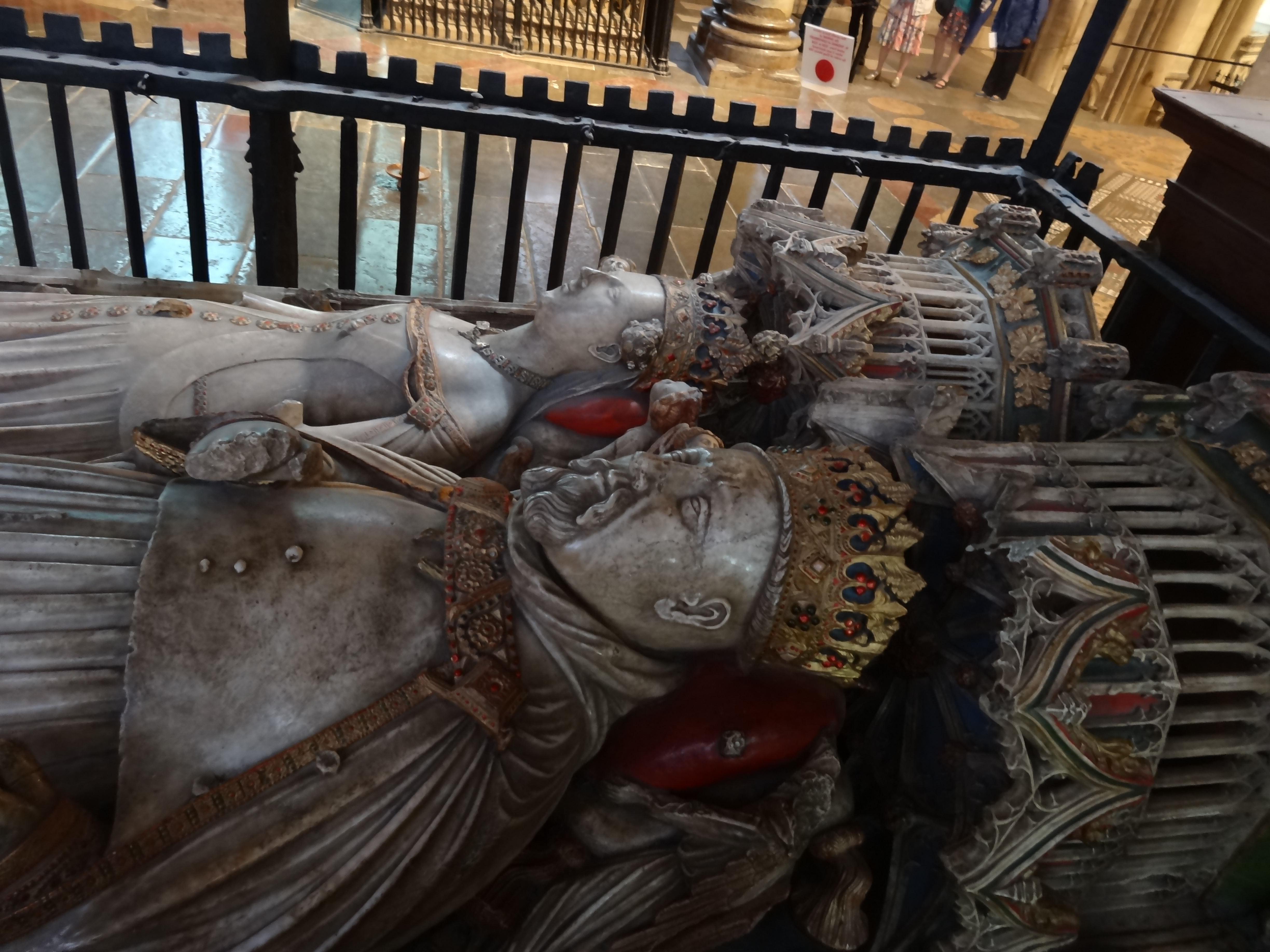
Graftombe van Hendrik IV van Engeland (kathedraal van Canterbury).

Zijn tijdgenoten hebben gesuggereerd dat de koning door lepra was getroffen. Hij had verschillende aanvallen: in juni 1405, april 1406, juni 1408, tijdens de winter van 1408 op 1409, in december 1412 en ten slotte - dewelke hem fataal werd - in maart 1413. De koning leek eveneens door paranoia te zijn getroffen, want hij zag - volgens sommige hem vijandige bronnen - zijn ziekte als een goddelijke straf voor de executie van de aartsbisschop van York in 1405.
Koning Hendrik IV stierf op 20 maart 1413 (volgens sommige hem vijandige bronnen aan lepra, maar vermoedelijk eerder aan de gevolgen van diabetes). Een profetie had enkel jaren daarvoor nog bevestigd dat de koning in Jeruzalem zou sterven. Het hof dacht, net zoals de koning, dat hij dus op kruistocht zou sterven. Maar het bleek uiteindelijk te zijn dat Hendrik zijn laatste zucht uitblies in de kamer van abt (de zogenaamde Jeruzalemkamer) in Westminster Abbey in Londen (aldus Adam van Usk). Zijn executeur, Thomas Langley, zou aan zijn zijde zijn gebleven.
Hij werd in de kathedraal van Canterbury in een graftombe met gisant begraven. Zijn tweede echtgenote, Johanna van Navarra, zou na haar dood in 1437 naast hem worden bijgezet.

## Titels en wapenschilden

### Titels
- Hendrik Bolingbroke, graaf van Derby – met toestemming tot aan de dood van zijn vader in 1399.
- Hendrik Bolingbroke, graaf van Derby en Northampton – in 1384 hersteld in het bestuur van het graafschap van zijn schoonvader, Humphrey de Bohun
- Hendrik Bolingbroke, hertog van Hereford – na de executie van de belangrijkste Lords Appellant in 1397
- Hendrik Bolingbroke, hertog van Lancaster – vanaf de dood van zijn vader.
- Hendrik IV, koning van Engeland en van Frankrijk, heer van Ierland — vanaf de afzetting van zijn neef koning Richard II

### Wapenschilden

Wapen in zijn hoedanigheid als hertog van Hereford.
Wapen in zijn hoedanigheid als hertog van Hereford en Lancaster.
Wapen in zijn hoedanigheid als koning van Engeland en Frankrijk (in naam) tot in 1406.
Wapen in zijn hoedanigheid als koning van Engeland en Frankrijk (in naam) vanaf 1406.

## Huwelijken en nakomelingen
Hendrik van Bolingbroke trouwde tussen juli 1380 en februari 1381 met Marie, dochter van Humphrey de Bohun. Ze hadden zeven kinderen:
- Eduard (1382-1382), kort na de geboorte gestorven;[59]
- Hendrik (V) (1387-1422), prins van Wales en toekomstig koning van Engeland;
- Thomas van Lancaster (1388-1421), graaf van Albemarle en hertog van Clarence;
- Jan van Lancaster (1389-1435), hertog van Bedford, in 1423 getrouwd met Anna, dochter van hertog Jan zonder Vrees van Bourgondië, in 1433 getrouwd met Jacoba van Luxemburg;[60]
- Humphrey van Lancaster (1390-1447), hertog van Gloucester;
- Blanche (1392-1409), in 1402 getrouwd met keurvorst en paltsgraaf Lodewijk III;
- Filippa (1394-1430), in 1406 getrouwd met de koning van Denemarken, Noorwegen en Zweden, Erik van Pommeren.

Marie de Bohun stierf op 4 juni 1394 in het kraambed en zou dus nooit koningin van Engeland worden.
Hendrik hertrouwde in 1403 in de kathedraal van Westminster met Johanna, dochter van koning Karel II van Navarra. Volgens de Encyclopædia Britannica begon de relatie tussen Johanna en Hendrik toen hij aan het hof van Bretagne verbleef tijdens zijn verbanning uit Engeland. Toen ze door de koning van Engeland ten huwelijk werd gevraagd, moest Johanna eerst op 23 juni 1402 een dispensatie krijgen van tegenpaus Benedictus XIII van Avignon voor "bloedverwantschap in de derde graad" en verliet ten slotte op 13 januari 1403 Bretagne. Zij werd op 7 februari de tweede vrouw van Hendrik IV alvorens op 25 februari te Londen tot koningin te worden gekroond. Zij was al eerder getrouwd geweest en had uit haar eerste huwelijk vier zoons en vier dochters. Het koppel zou zelf geen kinderen krijgen, maar Johanna had een goed relatie met Hendriks kinderen uit zijn eerste huwelijk en koos vaak de kant van de prins van Wales in diens ruzies met zijn vader.

## Kwartierstaat (voorouders)
| Eduard II van Engeland (1284-1327) | Eduard II van Engeland (1284-1327) | Eduard II van Engeland (1284-1327) | Eduard II van Engeland (1284-1327) | Eduard II van Engeland (1284-1327)  | Eduard II van Engeland (1284-1327)  | Isabella van Frankrijk (1292-1358)  | Isabella van Frankrijk (1292-1358)  | Isabella van Frankrijk (1292-1358)  | Isabella van Frankrijk (1292-1358)  | Isabella van Frankrijk (1292-1358) | Isabella van Frankrijk (1292-1358) |                             |                             | Willem III van Holland (1287-1337) | Willem III van Holland (1287-1337) | Willem III van Holland (1287-1337) | Willem III van Holland (1287-1337) | Willem III van Holland (1287-1337) | Willem III van Holland (1287-1337) | Johanna van Valois (1294-1352)     | Johanna van Valois (1294-1352)     | Johanna van Valois (1294-1352)    | Johanna van Valois (1294-1352)    | Johanna van Valois (1294-1352)    | Johanna van Valois (1294-1352)    |  |  | Hendrik van Lancaster (1281-1345) | Hendrik van Lancaster (1281-1345) | Hendrik van Lancaster (1281-1345) | Hendrik van Lancaster (1281-1345) | Hendrik van Lancaster (1281-1345) | Hendrik van Lancaster (1281-1345) | Maud Chaworth (1282-1322)        | Maud Chaworth (1282-1322)        | Maud Chaworth (1282-1322)           | Maud Chaworth (1282-1322)           | Maud Chaworth (1282-1322)           | Maud Chaworth (1282-1322)           |                                     |                                     | Henry de Beaumont (1280-1340)     | Henry de Beaumont (1280-1340)     | Henry de Beaumont (1280-1340)          | Henry de Beaumont (1280-1340)          | Henry de Beaumont (1280-1340)          | Henry de Beaumont (1280-1340)          | Alice Comyn (1289-1349)                | Alice Comyn (1289-1349)                | Alice Comyn (1289-1349) | Alice Comyn (1289-1349) | Alice Comyn (1289-1349) | Alice Comyn (1289-1349) |  |  |  |  |  |  |  |  |  |  |  |  |  |  |  |  |  |  |  |  |  |  |  |  |  |  |  |  |  |  |  |  |  |  |  |  |  |  |  |  |  |  |  |  |  |  |  |  |
| Eduard II van Engeland (1284-1327) | Eduard II van Engeland (1284-1327) | Eduard II van Engeland (1284-1327) | Eduard II van Engeland (1284-1327) | Eduard II van Engeland (1284-1327)  | Eduard II van Engeland (1284-1327)  | Isabella van Frankrijk (1292-1358)  | Isabella van Frankrijk (1292-1358)  | Isabella van Frankrijk (1292-1358)  | Isabella van Frankrijk (1292-1358)  | Isabella van Frankrijk (1292-1358) | Isabella van Frankrijk (1292-1358) |                             |                             | Willem III van Holland (1287-1337) | Willem III van Holland (1287-1337) | Willem III van Holland (1287-1337) | Willem III van Holland (1287-1337) | Willem III van Holland (1287-1337) | Willem III van Holland (1287-1337) | Johanna van Valois (1294-1352)     | Johanna van Valois (1294-1352)     | Johanna van Valois (1294-1352)    | Johanna van Valois (1294-1352)    | Johanna van Valois (1294-1352)    | Johanna van Valois (1294-1352)    |  |  | Hendrik van Lancaster (1281-1345) | Hendrik van Lancaster (1281-1345) | Hendrik van Lancaster (1281-1345) | Hendrik van Lancaster (1281-1345) | Hendrik van Lancaster (1281-1345) | Hendrik van Lancaster (1281-1345) | Maud Chaworth (1282-1322)        | Maud Chaworth (1282-1322)        | Maud Chaworth (1282-1322)           | Maud Chaworth (1282-1322)           | Maud Chaworth (1282-1322)           | Maud Chaworth (1282-1322)           |                                     |                                     | Henry de Beaumont (1280-1340)     | Henry de Beaumont (1280-1340)     | Henry de Beaumont (1280-1340)          | Henry de Beaumont (1280-1340)          | Henry de Beaumont (1280-1340)          | Henry de Beaumont (1280-1340)          | Alice Comyn (1289-1349)                | Alice Comyn (1289-1349)                | Alice Comyn (1289-1349) | Alice Comyn (1289-1349) | Alice Comyn (1289-1349) | Alice Comyn (1289-1349) |  |  |  |  |  |  |  |  |  |  |  |  |  |  |  |  |  |  |  |  |  |  |  |  |  |  |  |  |  |  |  |  |  |  |  |  |  |  |  |  |  |  |  |  |  |  |  |  |
|                                    |                                    |                                    |                                    |                                     |                                     |                                     |                                     |                                     |                                     |                                    |                                    |                             |                             |                                    |                                    |                                    |                                    |                                    |                                    |                                    |                                    |                                   |                                   |                                   |                                   |  |  |                                   |                                   |                                   |                                   |                                   |                                   |                                  |                                  |                                     |                                     |                                     |                                     |                                     |                                     |                                   |                                   |                                        |                                        |                                        |                                        |                                        |                                        |                         |                         |                         |                         |  |  |  |  |  |  |  |  |  |  |  |  |  |  |  |  |  |  |  |  |  |  |  |  |  |  |  |  |  |  |  |  |  |  |  |  |  |  |  |  |  |  |  |  |  |  |  |  |
|                                    |                                    |                                    |                                    | Eduard III van Engeland (1312-1377) | Eduard III van Engeland (1312-1377) | Eduard III van Engeland (1312-1377) | Eduard III van Engeland (1312-1377) | Eduard III van Engeland (1312-1377) | Eduard III van Engeland (1312-1377) |                                    |                                    |                             |                             |                                    |                                    | Filippa van Henegouwen (1314-1369) | Filippa van Henegouwen (1314-1369) | Filippa van Henegouwen (1314-1369) | Filippa van Henegouwen (1314-1369) | Filippa van Henegouwen (1314-1369) | Filippa van Henegouwen (1314-1369) |                                   |                                   |                                   |                                   |  |  |                                   |                                   |                                   |                                   | Hendrik van Grosmont (1300-1361)  | Hendrik van Grosmont (1300-1361)  | Hendrik van Grosmont (1300-1361) | Hendrik van Grosmont (1300-1361) | Hendrik van Grosmont (1300-1361)    | Hendrik van Grosmont (1300-1361)    |                                     |                                     |                                     |                                     |                                   |                                   | Isabel van Beaumont (1315-ná 1356)     | Isabel van Beaumont (1315-ná 1356)     | Isabel van Beaumont (1315-ná 1356)     | Isabel van Beaumont (1315-ná 1356)     | Isabel van Beaumont (1315-ná 1356)     | Isabel van Beaumont (1315-ná 1356)     |                         |                         |                         |                         |  |  |  |  |  |  |  |  |  |  |  |  |  |  |  |  |  |  |  |  |  |  |  |  |  |  |  |  |  |  |  |  |  |  |  |  |  |  |  |  |  |  |  |  |  |  |  |  |
|                                    |                                    |                                    |                                    | Eduard III van Engeland (1312-1377) | Eduard III van Engeland (1312-1377) | Eduard III van Engeland (1312-1377) | Eduard III van Engeland (1312-1377) | Eduard III van Engeland (1312-1377) | Eduard III van Engeland (1312-1377) |                                    |                                    |                             |                             |                                    |                                    | Filippa van Henegouwen (1314-1369) | Filippa van Henegouwen (1314-1369) | Filippa van Henegouwen (1314-1369) | Filippa van Henegouwen (1314-1369) | Filippa van Henegouwen (1314-1369) | Filippa van Henegouwen (1314-1369) |                                   |                                   |                                   |                                   |  |  |                                   |                                   |                                   |                                   | Hendrik van Grosmont (1300-1361)  | Hendrik van Grosmont (1300-1361)  | Hendrik van Grosmont (1300-1361) | Hendrik van Grosmont (1300-1361) | Hendrik van Grosmont (1300-1361)    | Hendrik van Grosmont (1300-1361)    |                                     |                                     |                                     |                                     |                                   |                                   | Isabel van Beaumont (1315-ná 1356)     | Isabel van Beaumont (1315-ná 1356)     | Isabel van Beaumont (1315-ná 1356)     | Isabel van Beaumont (1315-ná 1356)     | Isabel van Beaumont (1315-ná 1356)     | Isabel van Beaumont (1315-ná 1356)     |                         |                         |                         |                         |  |  |  |  |  |  |  |  |  |  |  |  |  |  |  |  |  |  |  |  |  |  |  |  |  |  |  |  |  |  |  |  |  |  |  |  |  |  |  |  |  |  |  |  |  |  |  |  |
|                                    |                                    |                                    |                                    |                                     |                                     |                                     |                                     |                                     |                                     | Jan van Gent (1340-1399)           | Jan van Gent (1340-1399)           | Jan van Gent (1340-1399)    | Jan van Gent (1340-1399)    | Jan van Gent (1340-1399)           | Jan van Gent (1340-1399)           |                                    |                                    |                                    |                                    |                                    |                                    |                                   |                                   |                                   |                                   |  |  |                                   |                                   |                                   |                                   |                                   |                                   |                                  |                                  |                                     |                                     | Blanche van Lancaster (1345-1369)   | Blanche van Lancaster (1345-1369)   | Blanche van Lancaster (1345-1369)   | Blanche van Lancaster (1345-1369)   | Blanche van Lancaster (1345-1369) | Blanche van Lancaster (1345-1369) |                                        |                                        |                                        |                                        |                                        |                                        |                         |                         |                         |                         |  |  |  |  |  |  |  |  |  |  |  |  |  |  |  |  |  |  |  |  |  |  |  |  |  |  |  |  |  |  |  |  |  |  |  |  |  |  |  |  |  |  |  |  |  |  |  |  |
|                                    |                                    |                                    |                                    |                                     |                                     |                                     |                                     |                                     |                                     | Jan van Gent (1340-1399)           | Jan van Gent (1340-1399)           | Jan van Gent (1340-1399)    | Jan van Gent (1340-1399)    | Jan van Gent (1340-1399)           | Jan van Gent (1340-1399)           |                                    |                                    |                                    |                                    |                                    |                                    |                                   |                                   |                                   |                                   |  |  |                                   |                                   |                                   |                                   |                                   |                                   |                                  |                                  |                                     |                                     | Blanche van Lancaster (1345-1369)   | Blanche van Lancaster (1345-1369)   | Blanche van Lancaster (1345-1369)   | Blanche van Lancaster (1345-1369)   | Blanche van Lancaster (1345-1369) | Blanche van Lancaster (1345-1369) |                                        |                                        |                                        |                                        |                                        |                                        |                         |                         |                         |                         |  |  |  |  |  |  |  |  |  |  |  |  |  |  |  |  |  |  |  |  |  |  |  |  |  |  |  |  |  |  |  |  |  |  |  |  |  |  |  |  |  |  |  |  |  |  |  |  |
|                                    |                                    |                                    |                                    |                                     |                                     |                                     |                                     |                                     |                                     |                                    |                                    |                             |                             |                                    |                                    |                                    |                                    |                                    |                                    |                                    |                                    |                                   |                                   |                                   |                                   |  |  |                                   |                                   |                                   |                                   |                                   |                                   |                                  |                                  |                                     |                                     |                                     |                                     |                                     |                                     |                                   |                                   |                                        |                                        |                                        |                                        |                                        |                                        |                         |                         |                         |                         |  |  |  |  |  |  |  |  |  |  |  |  |  |  |  |  |  |  |  |  |  |  |  |  |  |  |  |  |  |  |  |  |  |  |  |  |  |  |  |  |  |  |  |  |  |  |  |  |
|                                    |                                    |                                    |                                    |                                     |                                     |                                     |                                     |                                     |                                     |                                    |                                    |                             |                             |                                    |                                    |                                    |                                    |                                    |                                    |                                    |                                    |                                   |                                   |                                   |                                   |  |  |                                   |                                   |                                   |                                   |                                   |                                   |                                  |                                  |                                     |                                     |                                     |                                     |                                     |                                     |                                   |                                   |                                        |                                        |                                        |                                        |                                        |                                        |                         |                         |                         |                         |  |  |  |  |  |  |  |  |  |  |  |  |  |  |  |  |  |  |  |  |  |  |  |  |  |  |  |  |  |  |  |  |  |  |  |  |  |  |  |  |  |  |  |  |  |  |  |  |
|                                    |                                    |                                    |                                    | Filippa van Lancaster (1359-1415)   | Filippa van Lancaster (1359-1415)   | Filippa van Lancaster (1359-1415)   | Filippa van Lancaster (1359-1415)   | Filippa van Lancaster (1359-1415)   | Filippa van Lancaster (1359-1415)   |                                    |                                    | Jan Plantagenet (1362-1365) | Jan Plantagenet (1362-1365) | Jan Plantagenet (1362-1365)        | Jan Plantagenet (1362-1365)        | Jan Plantagenet (1362-1365)        | Jan Plantagenet (1362-1365)        |                                    |                                    | Elizabeth Plantagenet (1363-1426)  | Elizabeth Plantagenet (1363-1426)  | Elizabeth Plantagenet (1363-1426) | Elizabeth Plantagenet (1363-1426) | Elizabeth Plantagenet (1363-1426) | Elizabeth Plantagenet (1363-1426) |  |  | Eduard Plantagenet (1365-1365)    | Eduard Plantagenet (1365-1365)    | Eduard Plantagenet (1365-1365)    | Eduard Plantagenet (1365-1365)    | Eduard Plantagenet (1365-1365)    | Eduard Plantagenet (1365-1365)    |                                  |                                  | Hendrik IV van Engeland (1367-1413) | Hendrik IV van Engeland (1367-1413) | Hendrik IV van Engeland (1367-1413) | Hendrik IV van Engeland (1367-1413) | Hendrik IV van Engeland (1367-1413) | Hendrik IV van Engeland (1367-1413) |                                   |                                   | Isabella Plantagenet (geboren in 1368) | Isabella Plantagenet (geboren in 1368) | Isabella Plantagenet (geboren in 1368) | Isabella Plantagenet (geboren in 1368) | Isabella Plantagenet (geboren in 1368) | Isabella Plantagenet (geboren in 1368) |                         |                         |                         |                         |  |  |  |  |  |  |  |  |  |  |  |  |  |  |  |  |  |  |  |  |  |  |  |  |  |  |  |  |  |  |  |  |  |  |  |  |  |  |  |  |  |  |  |  |  |  |  |  |

## In de toneelstukken van Shakespeare
Shakespeare schreef meerdere toneelstukken, waarin Hendrik IV of Hendrik (van) Bolingbroke optrad: The Tragedy of Richard the Second (1597), The First Part of King Henry the Fourth (1596–1597; een van Shakespeares meest populaire stukken) en The Second Part of King Henry the Fourth (1596-1599). Hoewel hij zich baseerde op historische bronnen, zijn deze stukken niet altijd historisch accuraat. Toch hebben zij een belangrijke bijdrage geleverd tot de beeldvorming rond Hendrik IV. Zo is bijvoorbeeld de scène uit The Second Part of King Henry the Fourth, waarin prins Hal (de latere Hendrik V) nog voor zijn vader goed en wel is gestorven al de kroon opzet, gebaseerd op Franse kroniekschrijver Enguerrand de Monstrelet, die dit verhaal optekende als voorbode van de ambities van de jonge Hendrik V, en dit verhaal werd ook door de Tudor-schrijvers Raphael Holinshed en Edward Hall in hun werken overgenomen.